# Nagia monastica
Nagia monastica là một loài bướm đêm trong họ Noctuidae.